# Partiumi Keresztény Egyetem
A Partiumi Keresztény Egyetem Erdély első akkreditált magyar nyelvű egyeteme Nagyváradon, az 1990-ben létrehozott Sulyok István Református Főiskola utóda.
„A 2008-ban akkreditált Partiumi Keresztény Egyetem magáénak vallja és folytatja jogelődje, a Királyhágómelléki Református Egyházkerület által 1990-ben létrehozott Sulyok István Református Főiskola jó hagyományait, illetve felvállalja mindazokat a célokat, amelyeket az alapítók – az erdélyi-partiumi magyar nemzeti közösséggel szembeni felelősségüket és kötelességüket felismerve – a főiskola, majd pedig az egyetem indításakor megfogalmaztak. Mindezeknek megfelelően a Partiumi Keresztény Egyetem Chartája a tudatosan vállalt keresztény értékrendben és magyar szellemiségben, valamint a magyar felsőfokú oktatás évszázados hagyományaiban jelöli meg azt az alapot, amelyre felépíthető egy, a XXI. század követelményeinek megfelelő, modern és versenyképes egyetem."

## Az egyetem szerkezete
Az oktatás három kar keretén belül folyik:
- Bölcsészettudományi Kar
  - Angol Nyelv- és Irodalomtudományi Tanszék
  - Filozófia és Kultúratudományi Tanszék
  - Magyar Nyelv- és Irodalomtudományi Tanszék
  - Modern Nyelvek Tanszék
  - Német Nyelv- és Irodalomtudományi Tanszék
  - Társadalomtudományi Tanszék
  - Teológiai Tudományok Tanszék
  - Tanárképző Intézet
- Közgazdaságtudományi Kar
  - Gazdálkodási és Menedzsment Tanszék
  - Pénzügy és Gazdasági Elemzés Tanszék
- Művészeti Kar
  - Képzőművészeti Tanszék
  - Zeneművészeti Tanszék

## Oktatás
Alapképzések
- Filozófia szak
- Német nyelv és irodalom szak
- Angol nyelv és irodalom szak
- Magyar nyelv és irodalom szak

Az egyetem régi épülete

Az egyetem régi épületének belső udvarában elhelyezett emléktáblák egyike

- Nyelv és irodalom szakpárosítások
- Szociális munka szak
- Szociológia szak
- Menedzsment szak
- Kereskedelmi, turisztikai és szolgáltató egységek gazdaságtana szak
- Bank és pénzügyek szak
- Zenepedagógia szak
- Képzőművészet szak
- Az óvodai és elemi oktatás pedagógiája szak
- Teológia – Szociális munka/Diakónia
- Agrármérnök[2]

Magiszteri képzések
- Filozófia és művészet a nyilvános térben
- Kortárs politikai filozófiák
- Többnyelvűség és multikulturalitás
- Európai szociálpolitikák
- Vállalkozások fejlesztésének menedzsmentje
- Zeneművészet az audiovizuális kultúrában
- Vallástudományok
- Vizuális kommunikáció

## Az egyetem rektorai
- Kovács Béla, a matematika tudományok doktora, egyetemi tanár, 1999–2004
- Geréb Zsolt, a teológia doktora, egyetemi tanár, 2004–2008
- Horváth Gizella, a filozófia doktora, egyetemi docens, 2008–2009
- János Szabolcs, az irodalomtudomány doktora, egyetemi docens, 2009–2012, 2012–2015
- Pálfi József,[3] megbízott rektor, a teológia doktora, egyetemi docens, 2015–2016
- Pálfi József,[4] a teológia doktora, egyetemi docens, 2016–

## Hallgatói Önkormányzat (PKE HÖK)

Az egyetem Arany János Kollégiuma

A Partiumi Keresztény Egyetem Hallgatói Önkormányzata (PKE HÖK) a hallgatók érdekképviseletét segíti a szenátusban, rektori tanácsban, a kari tanácsokban, belföldi, anyaországi és nemzetközi fórumokon, továbbá az ösztöndíjak és támogatási ügyek intézésében Ezen feladatokon kívül kulturális programokat szerveznek.

## Külső hivatkozások
- Partiumi Keresztény Egyetem honlapja
- Partium Kiadó honlapja
- Partiumi Keresztény Egyetem Könyvtárának honlapja
- Janus Pannonius Szakkollégium honlapja[halott link]
- PKE Egyetemi Gyülekezet honlapja
- Arany János Kollégium honlapja
- Colloquia Nyelvvizsgaközpont honlapja